# Тимановська Христина Сергіївна
Христина Сергіївна Тимановська (біл. Крысціна Сяргееўна Ціманоўская, біл. тарашк. Крысьціна Сяргееўна Ціманоўская) — білоруська легкоатлетка (біг на короткі дистанції). Виступала за збірну Білорусі з легкої атлетики з 2015 року, чемпіонка Універсіади в Неаполі, переможиця та призерка першостей національного значення, учасниця ряду великих міжнародних турнірів, в тому числі чемпіонату світу в Досі. Майстер спорту Білорусі міжнародного класу.

## Біографія

### Ранні роки
Христина Тимановська народилася 19 листопада 1996 року в Климовичах Могильовської області Білорусі.
Займалася легкою атлетикою в Могильові у Спеціалізованій дитячо-юнацькій школі олімпійського резерву «Динамо», проходила підготовку під керівництвом тренерів В. Н. Мясникова, А. В. Афанасенко, С. Н. Яновського, Л. І. Сафроннікова, Ф. Унфріда.
Вперше заявила про себе в сезоні 2014 року, коли на чемпіонаті Білорусі в Гродно виграла срібні медалі в бігу на 100 і 200 метрів — в обох випадках поступилася Катерині Гончар.

### 2015—2020
2015 — увійшла до складу білоруської національної збірної, в тих же дисциплінах стартувала на юніорській європейській першості в Ескільстуні і в Суперлізі командного чемпіонату Європи в Чебоксарах.
2017 — в дисципліні 60 м дійшла до півфіналу на чемпіонаті Європи в приміщенні у Белграді, тоді як на молодіжній європейській першості в Бидгощі здобула срібло на дистанції 100 метрів і стала четвертою на дистанції 200 метрів. Брала участь у Суперлізі командного чемпіонату Європи в Ліллі.
2018 року стартувала в бігу на 60 метрів на чемпіонаті світу в приміщенні в Бірмінгемі, бігла 100 і 200 метрів на чемпіонаті Європи в Берліні. При цьому на змаганнях у Мінську встановила свій особистий рекорд на 100-метровій дистанції — 11,04 (з цим результатом за підсумками сезону посіла 24-е місце у світі).

### 2021
2021 року Тимановська прибула на літні Олімпійські ігри в Токіо для участі в змаганнях на дистанціях 100 і 200 м. Після того, як двох інших білоруських спортсменок не було допущено до участі в естафеті 4х400 метрів через недостатню кількість допінг-проб, білоруський МОК включило до списку учасниць цієї естафети Тимановську, яка ніколи не брала участь у змаганнях на 400 м на професійному рівні.
30 липня вона заявила, що вона не брала участі в обговоренні цього рішення, дізналася про нього згодом, і різко розкритикувала спортивне керівництво.
1 серпня білоруська делегація відсторонила Тимановську від участі в Олімпійських іграх «у зв'язку з емоційно-психологічним станом» і спробувала посадити спортсменку на літак до Мінська. Білоруська діаспора Токіо заблокувала аеропорт, не дозволивши вивезти спортсменку. Пізніше до летовища прибула представниця Всеяпонської Асоціації адвокатів у справах біженців і Христину перевезли до безпечного місця. За припущенням керівника Народного антикризового управління Павла Латушка, рішення про примусове відсторонення Христини приймав Лукашенко. Тимановська відмовилася залишати Японію, звернулася до поліції з проханням про захист і заявила про намір просити політичний притулок у ЄС.
2 серпня Тимановська попросила політичного притулку в Польщі, МЗС країни одразу видав їй гуманітарну візу, а представники Польщі пообіцяли допомогти із продовженням спортивної кар'єри. Того ж дня 25-літній чоловік Тимановської Арсеній Зданевич виїхав з Білорусі до Києва. На питання, чи підтримувало подружжя протести в Білорусі проти режиму Лукашенка, відповів, що «політикою ніколи не цікавилися» й у акціях участі вони не брали. Представники МЗС України заявили, що робитимуть все, щоб Зданевич перебував у безпеці. Польща видала Тимановській гуманітарну візу, і 4 серпня вона вилетіла до Австрії.
6 серпня МОК відкликав акредитацію у двох білоруських тренерів, що намагалися силою видворити Христина зі змагань: Артура Шумака і Юрія Мойсєвіча. Вони покинули Олімпійське селище, їх зобов'язали також покинути Токіо.

### По 2021
У червні 2022 року Тимановська стала громадянкою Польщі.

## Нагороди
- За видатні спортивні досягнення удостоєна почесного звання «Майстер спорту Білорусі міжнародного класу»[19].